# Kolonia Chodaków
Kolonia Chodaków (dawn. alt. Chodaków Kolonia) – część miasta Sochaczewa w województwie mazowieckim. Leży w północnej części miasta, wzdłuż ulicy Powstańców i jej bocznic: Pochorążych, Wiejskiej i Leśnej. W latach 1954–1976 w granicach Chodakowa.

## Historia
Dawniej samodzielna miejscowość. Od 1867 w gminie Chodaków w powiecie sochaczewskim. W okresie międzywojennym należała do woj. warszawskiego. 20 października 1933 utworzono gromadę Chodaków w granicach gminy Chodaków, składającą się z samej kolonii Chodaków.
Podczas II wojny światowej w Generalnym Gubernatorstwie, w dystrykcie warszawskim (Landkreis Sochaczew). W 1943 mieјscowość liczyła 315 mieszkańców.
Po wojnie Kolonia Chodaków powróciła do powiatu sochaczewskigo w woj. warszawskim jako jedna z 48 gromad gminy Chodaków. 
W związku z reorganizacją administracji wiejskiej jesienią 1954, Chodaków Kolonia weszła w skład nowej gromady Chodaków. 13 listopada 1954, po pięciu tygodniach, gromadę Chodaków zniesiono w związku z nadaniem jej statusu osiedla, w związku z czym Kolonia Chodaków stała się integralną częścią osiedla Chodakowa, a po nadaniu osiedlu Chodaków statusu miasta 1 stycznia 1967 – częścią miasta Chodakowa.
1 stycznia 1977 miasto Chodaków włączono do Sochaczewa, przez co Kolonia Chodaków stała się integralną częścią Sochaczewa.
Nazwa nie występuje w systemie TERYT.